# Bundesstraße 452
Die Bundesstraße 452 (Abkürzung: B 452) ist eine deutsche Bundesstraße im Norden Hessens. Sie zählt mit einer Gesamtlänge von etwa 8 Kilometern zu den kürzesten Bundesstraßen in Deutschland. Die B 452 führt auf der gesamten Strecke durch den Werra-Meißner-Kreis.

## Verlauf
Die B 452 ist die südliche Anbindung der Kreisstadt Eschwege an die Bundesstraße 27. Die Bundesstraße beginnt am Kreisverkehr in der Nähe des Bahnhofs und der Bundesstraße 249 und führt zunächst durch das Stadtgebiet von Eschwege. Bis zu dem Industriegebiet Hessenring ist diese durchgängig dreistreifig ausgebaut. Danach führt die B 452 als einstreifig pro Richtung ausgebaute Bundesstraße an Feldern vorbei. Nachdem sie die Ortschaft Reichensachsen (Gemeinde Wehretal) durchquert hat, endet sie an einer Kreuzung mit den Bundesstraßen 27 und 7.

## Geplante Bauvorhaben
Die B 452 verläuft auf einer Länge von rund 1,5 Kilometer durch die Ortslage Reichensachsen. Hierfür ist eine Ortsumgehung geplant.
Die Anbindung an die B452 liegt im Bereich des Abzweigs der L3403 nach Oberhone. Von dort führt die geplante Umgehungsstraße in Richtung Westen und passiert die Kläranlage auf der nördlichen Seite. Die Wehre und die Bahnstrecke Göttingen–Bebra werden durch Brückenbauwerke vor der anschließenden Anbindung an die Bundesstraße 27 überquert.